# Świergotek polny
Świergotek polny (Corydalla campestris) – gatunek małego ptaka z rodziny pliszkowatych (Motacillidae).

## Systematyka
Takson ten przez wielu autorów umieszczany jest w rodzaju Anthus. Nie wyróżnia się podgatunków.

## Występowanie
Zamieszkuje obszary o klimacie umiarkowanym w Europie, zwłaszcza środkowo-wschodniej i południowej (omija północne jej części), umiarkowane części Azji i północno-zachodniej Afryki. W środkowej Europie zamieszkuje głównie Polskę i Węgry. Wędrowny (przeloty na duże dystanse odbywają się od kwietnia do maja i od sierpnia do września), zimuje w Afryce na południe od Sahary, na Bliskim Wschodzie i na subkontynencie indyjskim.
W Polsce nieliczny ptak lęgowy na niżu. Największy krajowy lęgowy świergotek. Według szacunków Monitoringu Pospolitych Ptaków Lęgowych, w latach 2013–2018 populacja lęgowa świergotka polnego na terenie kraju liczyła 13–26 tysięcy par. Jego rozmieszczenie nie jest równomierne – dość liczny punktowo jest na Podlasiu, Mazowszu, wzdłuż Narwi, w rejonie Olkusza i Torunia. W zachodniej Polsce liczniej spotyka się go tylko w okolicach Poznania, Konina i Leszna. Znacznie rzadziej spotykany na ziemi lubuskiej i Śląsku, gdzie jedynie w dorzeczu Odry jest częstszy. Tam, gdzie występują urodzajne gleby, jest ptakiem nielicznym lub bardzo rzadkim, np. na Zamojszczyźnie. W niektórych regionach może zanikać. W czasie migracji jest rzadko widywany. Wyjątkowo osobniki były widywane jeszcze w październiku, ale nie stwierdzono prób zimowania.

## Cechy gatunku

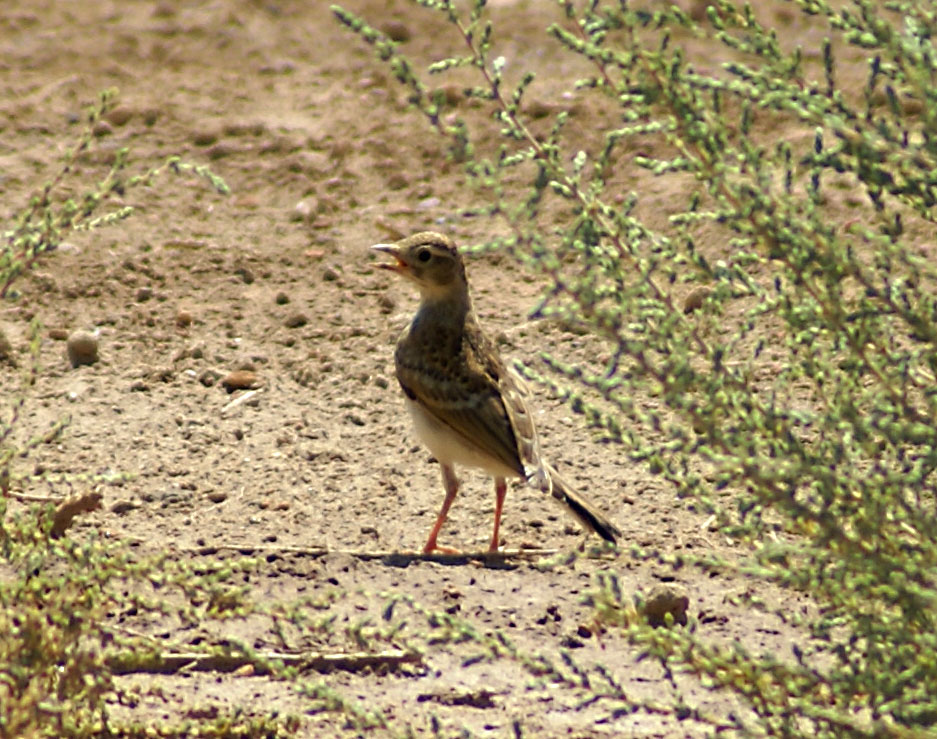
Świergotki polne pokarmu szukają na ziemi

### Morfologia
Ptak o wysmukłej sylwetce, dość długim ogonie oraz jasno zabarwionych nogach. Nieco większy i jaśniejszy od świergotka drzewnego i łąkowego. Obie płci ubarwione jednakowo, dość jednolicie. Głowa i wierzch ciała żółtobrązowe, niewyraźnie nakrapiane, kreskowanie tylko na wierzchu ciała. Skrzydła ciemne z czarnymi przepaskami o jasnych końcach. Spód piaskowożółtawy, bez plamek. Ogon ciemny z białymi brzegami. Nad okiem jaśniejsze, wyraźne brwi. Dziób długi, wąski, ciemny kantarek. Nogi pomarańczowobrązowe. Lata falistym torem, w typowy sposób dla innych świergotków i pliszek. Młode świergotki z plamkowaniem na piersi.

Od innych świergotków różni się prawie jednolicie piaskowobrązowym grzbietem i prawie pozbawionym plamek spodem ciała. Jest też jednym z większych przedstawicieli swojego rodzaju, wielkości wróbla. Świergotki polne nie tworzą stad, ale ich luźne koncentracje tworzą grupy złożone z kilkunastu osobników. W swoim środowisku świergotki polne są łatwe do obserwacji.

### Wymiary średnie
długość ciałaok. 16 cm

rozpiętość skrzydełok. 27 cm

### Masa ciała
17–32 g, samce średnio 29,5 g, samice średnio 28 g

### Głos
Samce śpiewają w locie bardzo charakterystycznym, monotonnym głosem. Powtarza dwusylabowe „cir lii”, choć słychać go zwykle dość daleko od gniazda.

## Biotop
To autochtoniczny gatunek stepów wschodnioeuropejskich, choć oprócz nich spotyka się go na terenach dobrze nasłonecznionych, suchych, piaszczystych, obrzeżach suchych borów, pustkowiach, polanach, żwirowniach, plażach, usłanych kamieniami wzniesieniach, nagich ugorach, zrębach i dużych uprawach leśnych, nadrzecznych wydmach. Zwykle przebywa na ciepłych terenach skąpo porośniętych roślinnością. Czasem spotyka się go na polach uprawnych na słabych glebach, kamieniołomach, górskich halach, a na Górnym Śląsku nawet na hałdach kopalnianych.

## Okres lęgowy

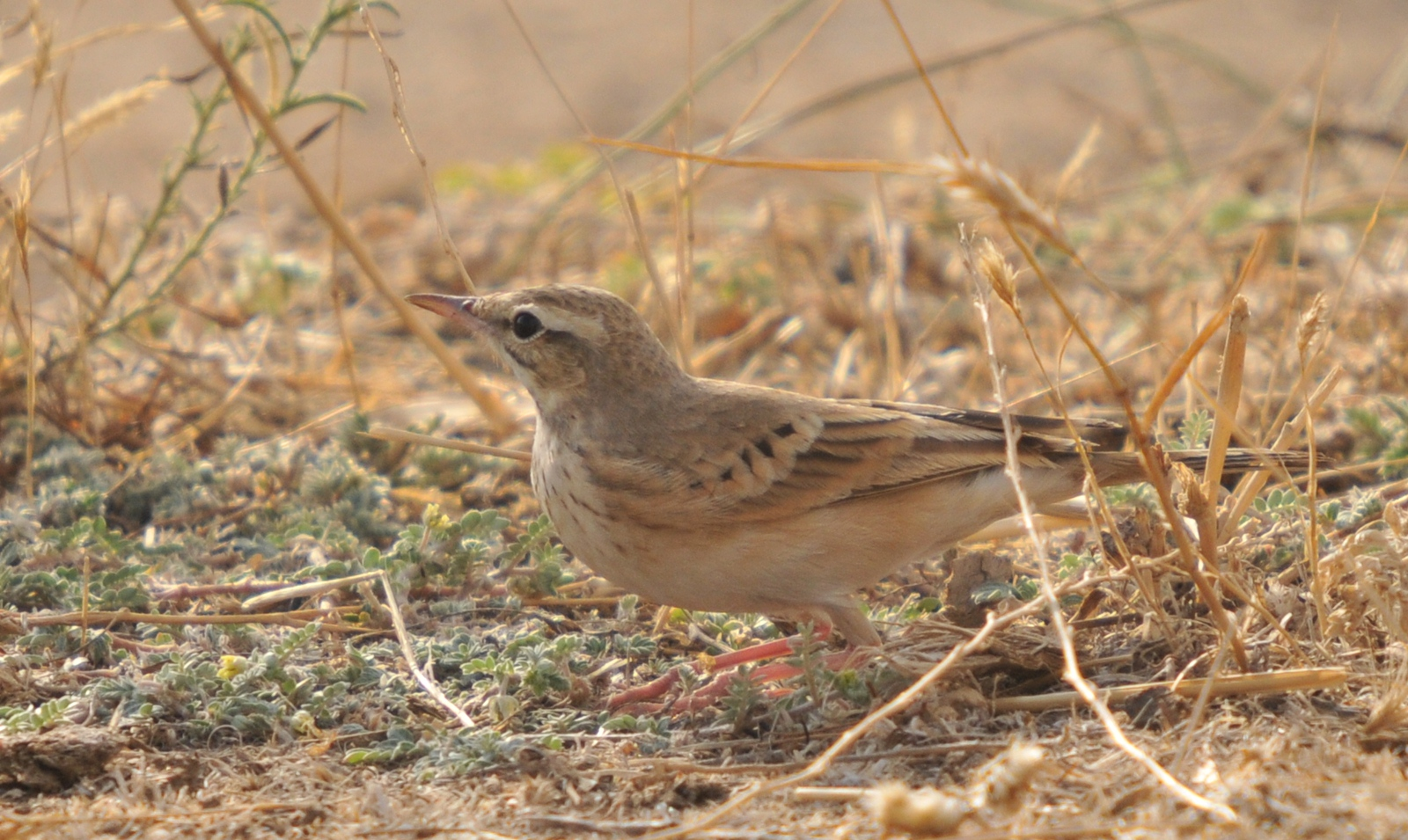
Świergotki polne wyróżniają się gładkim spodem ciała bez kreskowania

### Toki
Z zimowisk wracają na miejsca gniazdowania w kwietniu i maju. Okres lęgowy trwa od maja do lipca. Loty godowe samców są widowiskowe. Energicznie wtedy wzbijają się w powietrze na wysokość kilkudziesięciu metrów, po czym wolno spadają z na wpół rozpostartymi skrzydłami i ogonem.

### Gniazdo
Na ziemi w wygrzebanym dołku, pod osłoną roślinności zielnej (trawy, wrzosu) od góry, dobrze osłonięte. Terytorium gniazdowania dochodzi do 200–300 metrów wokół gniazda, które zbudowane jest z kawałków mchu, suchej trawy, liści, korzonków, drobnych części roślin, a wyłożone niewielkimi ilościami włosia. 

### Jaja

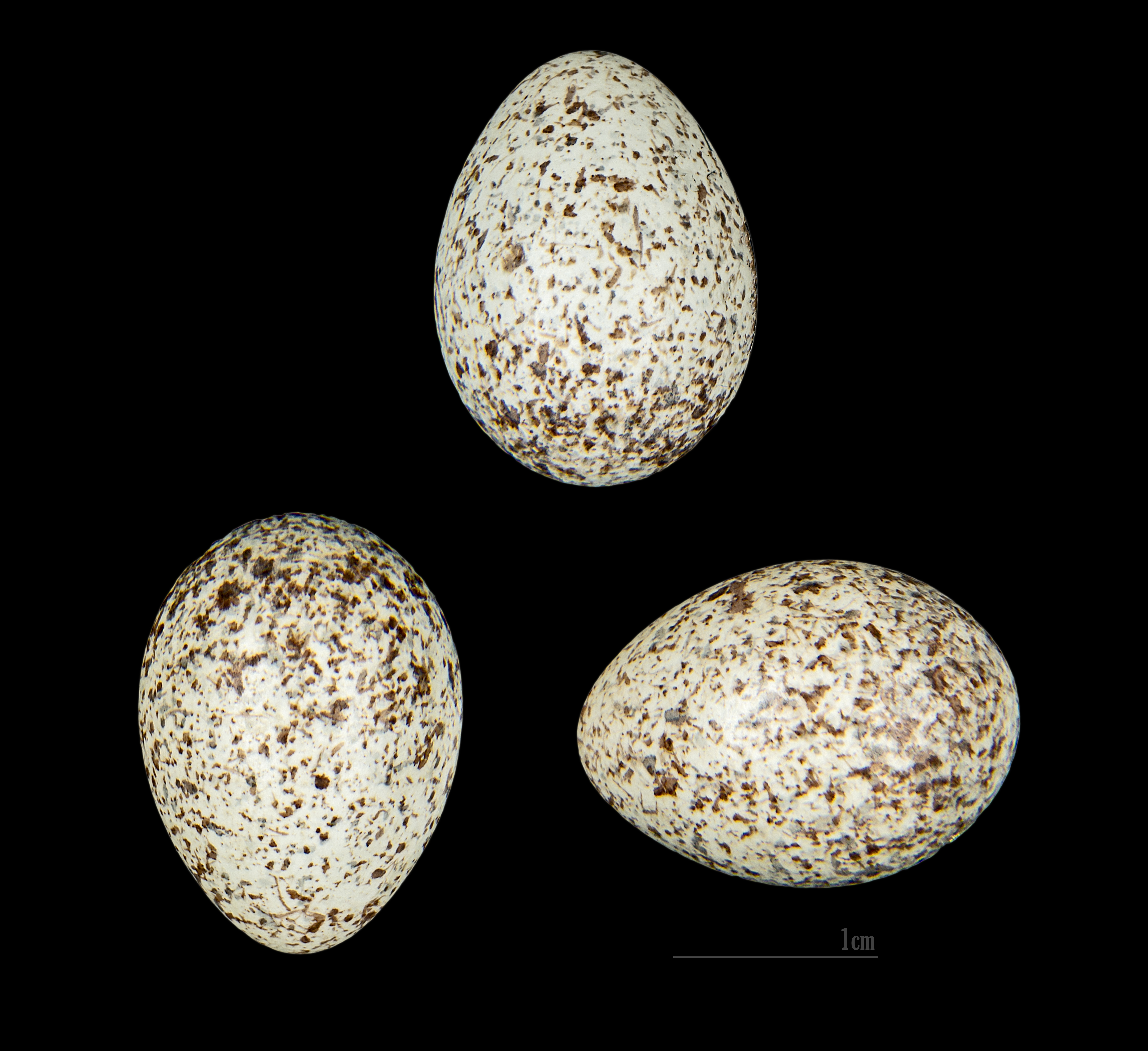
Jaja z kolekcji muzealnej

Lęgi (1–2) od połowy maja do połowy lipca. W zniesieniu 4–5 jaj o średnich wymiarach 21×16 mm, o tle białym z lekkim żółtawym, szarym, brązowym lub zielonkawym odcieniem (ubarwienie może jednak być różne), gęsto nakrapianych plamkami brązowymi lub brązowoszarymi. Plamkowania jest mniej niż u innych świergotków.

### Wysiadywanie, pisklęta
Od złożenia ostatniego jaja trwa 13–14 dni. Samiec nie pomaga partnerce w wysiadywaniu jaj, choć uczestniczy już w karmieniu młodych. Pisklęta, gniazdowniki, przebywają w gnieździe przez 14 dni. Po tym czasie są na tyle opierzone, że mogą je opuścić. Pomimo to rodzice przez pewien czas nadal sprawują opiekę nad potomstwem w pobliżu lęgowiska, nim te osiągną pełną samodzielność. Opuszczają tereny lęgowe pod koniec sierpnia lub we wrześniu.

## Pożywienie
Drobne owady zbierane na ziemi, ale też nasiona.

## Status, zagrożenia i ochrona
IUCN uznaje świergotka polnego za gatunek najmniejszej troski (LC – Least Concern) nieprzerwanie od 1988 roku. Liczebność światowej populacji, obliczona w oparciu o szacunki organizacji BirdLife International dla Europy z 2015 roku, mieści się w przedziale 4–9 milionów dorosłych osobników. Globalny trend liczebności populacji uznawany jest za stabilny.
Na terenie Polski gatunek ten jest objęty ścisłą ochroną gatunkową. Na Czerwonej liście ptaków Polski został sklasyfikowany jako gatunek narażony (VU) ze względu na notowany spadek liczebności na terenie kraju. Zagrożony jest przez straty siedlisk przez zagospodarowywanie ugorów, nieużytków, intensyfikację rolnictwa i brak odpowiedniego pokarmu.